# Festival Internacional de Cine de Barranquilla
El Festival Internacional de Cine de Barranquilla FICBAQ es un festival de cine celebrado anualmente en la ciudad de Barranquilla, Colombia.

## Historia
La primera edición del FICBAQ fue realizada por la Fundación Cámara Oscura entre el 16 y el 23 de marzo de 2013. Allí se empezó a entregar el premio Langosta Azul, en homenaje a la película clásica del mismo nombre realizada en 1954 por Álvaro Cepeda Samudio.

### Controversia sobre la visita de Quentin Tarantino
En 2019, Guiliano Cavalli, director del festival, anunció la supuesta llegada del reconocido cineasta Quentin Tarantino a la inauguración del festival. Sin embargo, pocos días antes de la inauguración, se anunció que la visita de Tarantino era una simple estrategia publicitaria. El comunicado oficial de la organización afirmaba:

"Ochenta años después hemos anunciado en una hermosa ciudad del Caribe colombiano la llegada de un ser de otro mundo, pero en vez de provocar pánico y rechazo, hemos generado el entusiasmo inusitado de miles de personas que quieren estar cerca de Tarantino. En un mundo inmerso en las redes, bastó solo una chispa para encender una llamarada, una bomba".

## Premios
- Mejor largometraje iberoamericano
- Mejor largometraje del Caribe
- Mejor película nacional
- Mejor documental
- Mejor cortometraje internacional
- Mejor cortometraje nacional